# Girolamo Verzeri
Girolamo Verzeri (Bergamo, 22 ottobre 1804 – Brescia, 1º dicembre 1883) è stato un vescovo cattolico italiano.

## Biografia
Fu canonico della cattedrale di Bergamo.
Fu preconizzato vescovo di Brescia nel concistoro del 30 settembre 1850 e fu consacrato a Roma. Fu assistente al soglio e conte romano.
Succedette a Ferdinando Luchi, vicario episcopale (1846-1850).
Consacrò la diocesi di Brescia al Sacro Cuore di Gesù, debellando le ultime faville di giansenismo.

## Genealogia episcopale e successione apostolica
La genealogia episcopale è:
- Cardinale Scipione Rebiba
- Cardinale Giulio Antonio Santori
- Cardinale Girolamo Bernerio, O.P.
- Arcivescovo Galeazzo Sanvitale
- Cardinale Ludovico Ludovisi
- Cardinale Luigi Caetani
- Cardinale Ulderico Carpegna
- Cardinale Paluzzo Paluzzi Altieri degli Albertoni
- Papa Benedetto XIII
- Papa Benedetto XIV
- Papa Clemente XIII
- Cardinale Bernardino Giraud
- Cardinale Alessandro Mattei
- Cardinale Pietro Francesco Galleffi
- Cardinale Giacomo Filippo Fransoni
- Vescovo Girolamo Verzeri

La successione apostolica è:
- Vescovo Geremia Bonomelli (1871)
- Vescovo Giacomo Maria Corna Pellegrini Spandre (1875)